# شهرستان گوشنگ (هبئی)
شهرستان گوشنگ (به انگلیسی: Gucheng County) یک شهرستان در چین است که در هنگشوی واقع شده‌است.